# Газовое месторождение Кариш
Газовое месторождение Кариш (ивр. כריש‎, «Акула») — израильское природное газовое месторождение, расположенное в восточной части Средиземного моря. Находится рядом с гораздо более крупными газовыми месторождениями Левиафан и Тамар. Изначально месторождение было выделено консорциуму компаний, включая Noble Energy (теперь Chevron) и Delek, но из-за их монопольного положения на израильском рынке (как владельцев месторождений Тамар и Левиафан), Delek и Noble были вынуждены по требованию регуляторов продать свои права на месторождение. В результате месторождение Кариш и соседнее газовое месторождение Танин были проданы греческой нефтяной компании Energean в 2016 году за 150 миллионов долларов. Совместно газовые месторождения Кариш и Танин оцениваются в 2-3 триллиона кубических футов газа.
Месторождение было введено в эксплуатацию в третьем квартале 2022 года. Согласно соглашению, завершившему спор о морских границах между Израилем и Ливаном, Израиль сохранил контроль над Каришем, и газ начал поступать с месторождения 26 октября 2022 года.
По результатам энергетической сделки (2022 года) между Европейским союзом, Египтом и Израилем, эксперты прогнозируют экспорт газа с месторождения Кариш в Европу, поскольку между Европейским союзом и Россией существует спор по газу от 2022 года.

## Развитие отрасли
План развития месторождения был официально представлен в августе 2017 года Министерством энергетики Израиля. План включал в себя закрепление плавучей установки в 90 километрах от берега, где газ из двух месторождений будет обрабатываться и подготавливаться к экспорту. Была заявлена мощность по обработке газа, равная 8 млрд кубических метров в год. Для соединения с объектами на израильском берегу был предусмотрен 90-километровый газопровод, позволяющий подключиться к внутренней сети продаж, управляемой национальной газотранспортной компанией.
В 2018 году генеральный директор Energean Матиас Ригас заявил, что он ожидает начала бурения на месторождениях в 2019 году, и что поставки газа начнутся в первом квартале 2021 года. Однако из-за задержек, связанных с пандемией COVID-19, начало работы газового месторождения было перенесено на третий квартал 2022 года.
В ноябре 2019 года Energean сообщила, что её оценка участка Кариш, известного как Кариш Север, показала 0,9 триллиона кубических футов (tcf) извлекаемых природных газовых ресурсов плюс 34 миллиона баррелей легкой нефти или конденсата — количество значительно большее, чем ожидалось изначально.
В июне 2020 года Allseas объявила, что завершила установку 90,3-километрового газопровода диаметром 30 и 24 дюйма на глубине до 1700 метров. Одновременно TechnipFMC объявила, что установила коллектор добычи, а также основания и конструкции для изоляционных клапанов подводного типа.
В августе 2020 года Energean сообщила, что завершила монтаж системы электронного управления FPSO и системы бесперебойного питания (UPS) на буровой установке, строящейся на Адмиралтейских верфях в Сингапуре.
В декабре 2020 года Energean объявила о заключении нового набора соглашений с Rapac Energy Limited и связанными с ней компаниями на поставку в среднем 0,4 млрд кубических метров газа в год на срок от шести до пятнадцати лет, начиная с первого газа на Карише.
26 октября 2022 года Energean начала разработку и добычу газа на Карише.

## Споры, связанные с месторождением
В ноябре 2019 года компания Tsabar Gas and Oil подала иск на 600 миллионов шекелей против Energean с утверждением, что Energean не соблюдала свои договоренности с Tsabar, касающиеся Кариша, лишив её справедливой доли. Tsabar утверждала, что помогла Energean приобрести права на месторождение. Energean ответила, что претензии Tsabar не имеют оснований.
В октябре 2020 года Ливан заявил, что территория в 550-квадратных миль, включающая газовое месторождение Кариш, должна быть частью его исключительной экономической зоны в дополнение к уже оспариваемым 330-квадратным милям.
В ноябре 2020 года Израиль категорически отверг позицию Ливана. В этой связи генеральный директор Министерства энергетики Израиля Уди Адири отправил письмо генеральному директору Energean Шаулю Цемаху, уточнив, что министерству было поручено не вести переговоры с Ливаном по районам за пределами оспариваемых вод, упомянутых в руководящих принципах, представленных в Организацию Объединённых Наций в 2011 году.
После многих лет косвенных переговоров между двумя сторонами, при посредничестве Соединённых Штатов и дипломата Амоса Хохштейна, израильские и ливанские переговорщики достигли соглашения по спорному району 11 октября 2022 года. Израиль сохранил контроль над Каришем, в то время как Ливану был передан контроль над газовым месторождением Кана.